# Araria

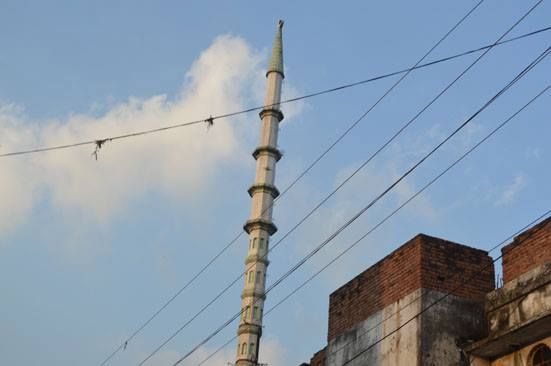
Moské i Araria.

Araria är en stad i östra Indien och ligger i delstaten Bihar. Den är administrativ huvudort för ett distrikt med samma namn som staden och hade 79 021 invånare vid folkräkningen 2011.